# Sekule
Sekule (deutsch Sekeln, ungarisch Székelyfalva – bis 1882 Szekula) ist eine Gemeinde im westslowakischen Kraj Trnava.

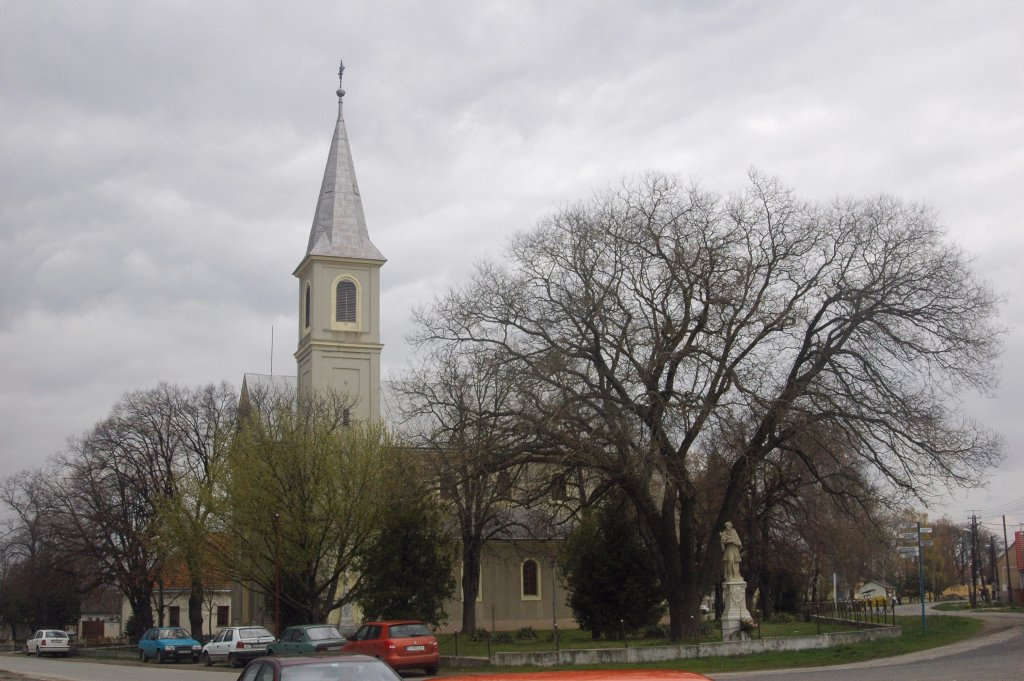
Kirche im Ort

Sie liegt in der Záhorie-Region, östlich des Dreiländerecks Slowakei-Tschechien-Österreich, beim Zusammenfluss von March, Myjava und Thaya, 32 km von Senica und 55 km von Bratislava entfernt.
Zur Gemeinde zählte neben dem Hauptort auch das Katastralgemeinde Kameň, diese hat aber seit dem 11. Juni 2007 keinen offiziellen Charakter mehr.
Die erste schriftliche Erwähnung erfolgte 1402 als Boldogazzonfalva und gehörte zum Herrschaftsgut von Burg Scharfenstein. Früher es war von Szeklern bewohnt, die hier als Grenzwächter dienten.

## Bevölkerung
| Jahr                | 1994 | 2004    | 2014    | 2024    |
| ------------------- | ---- | ------- | ------- | ------- |
| Anzahl der Personen | 1578 | 1633    | 1738    | 1724    |
| Unterschied         |      | +3,48 % | +6,42 % | −0,80 % |

| Jahr                | 2023 | 2024    |
| ------------------- | ---- | ------- |
| Anzahl der Personen | 1732 | 1724    |
| Unterschied         |      | −0,46 % |